# Asmik Ace Entertainment
La Asmik Ace Entertainment, nota semplicemente come Asmik Ace, è una compagnia di produzione e distribuzione di film, DVD e videogiochi.

## Storia
La casa di produzione, inizialmente nominata Asmik, è stata fondata nel 1985 e si è inizialmente focalizzata sul mercato dei videogiochi, specialmente quello delle console Famicom. Nel 1997 la Asmik si è fusa con l'azienda cinematografica Ace Entertainment dando vita alla Asmik Ace Entertainment.
Fra i videogiochi pubblicati dalla Asmik Ace vi sono Conquest of the Crystal Palace (1990), LSD: Dream Emulator (1998), molti giochi di wrestling come WWF WrestleMania 2000 (1999) e WWF No Mercy (2000) e svariati capitoli della serie Dokapon.